# Cnemathraupis
Cnemathraupis – rodzaj ptaków z rodziny tanagrowatych (Thraupidae).

## Występowanie
Rodzaj obejmuje gatunki występujące w Ameryce Południowej.

## Morfologia
Długość ciała 18–23 cm, masa ciała 50–94 g.

## Systematyka

### Etymologia
Greckie κνημος knēmos – „grzbiet, bark” (por. κνημα knēma, κνηματος knēmatos – „grzebień” < κναω knaō – „skrobać”); θραυπις thraupis – mały nieznany ptak, być może zięba. W ornitologii thraupis oznacza ptaka z rodziny tanagrowatych.

### Podział systematyczny
Do rodzaju należą następujące gatunki:
- Cnemathraupis eximia (Boissonneau, 1840) – andotanager czarnogardły
- Cnemathraupis aureodorsalis  (Blake & Hocking, 1974) – andotanager złoty